# Кефалограв'єра
Кефалограв'єра (грец. Κεφαλογραβιέρα) — твердий сир, що виготовляється з овечого молока, традиційний у Греції.
Має солоний смак і багатий аромат. Він часто використовується в грецьких стравах, які називаються саганакі — розрізані на трикутні шматки сиру, загорнені в тісто та злегка обсмажені. Він дуже схожий на сир кефалотірі, іноді продається як останній у негрецьких країнах.
Кефалограв'єра має статус PDO.